# Guardian Direct Cup 1999 - Qualificazioni singolare
Le qualificazioni del singolare  del Guardian Direct Cup 1999 sono state un torneo di tennis preliminare per accedere alla fase finale della manifestazione. I vincitori dell'ultimo turno sono entrati di diritto nel tabellone principale. In caso di ritiro di uno o più giocatori aventi diritto a questi sono subentrati i lucky loser, ossia i giocatori che hanno perso nell'ultimo turno ma che avevano una classifica più alta rispetto agli altri partecipanti che avevano comunque perso nel turno finale.
Le qualificazioni del torneo Guardian Direct Cup 1999 prevedevano 16 partecipanti di cui 4 sono entrati nel tabellone principale.

## Teste di serie
1. David Prinosil (Qualificato)
2. Rainer Schüttler (ultimo turno)
3. Ján Krošlák (Qualificato)
4. Wayne Black (primo turno)

1. Chris Wilkinson (primo turno)
2. Petr Luxa (primo turno)
3. Vincenzo Santopadre (primo turno)
4. Stefano Pescosolido (primo turno)

## Qualificati
1. David Prinosil
2. Stefano Pescosolido

1. Ján Krošlák
2. Petr Luxa

## Tabellone

### Legenda
| - Q = Qualificato - WC = Wild card - LL = Lucky loser | - ALT = Alternate - SE = Special Exempt - PR = Protected Ranking | - w/o = Walkover - r = Ritirato - d = Squalificato |

### Sezione 1
|  | Primo turno | Primo turno         | Primo turno         | Primo turno | Primo turno |  |  | Ultimo turno | Ultimo turno    | Ultimo turno    | Ultimo turno | Ultimo turno |  |
|  |             |                     |                     |             |             |  |  |              |                 |                 |              |              |  |
|  | 1           | David Prinosil      | David Prinosil      | 6           | 6           |  |  |              |                 |                 |              |              |  |
|  |             | Simon Dickson       | Simon Dickson       | 4           | 4           |  |  | 1            | David Prinosil  | David Prinosil  | 6            | 6            |  |
|  |             | Marzio Martelli     | Marzio Martelli     | 6           | 6           |  |  |              | Marzio Martelli | Marzio Martelli | 3            | 1            |  |
|  | 7           | Vincenzo Santopadre | Vincenzo Santopadre | 3           | 4           |  |  |              |                 |                 |              |              |  |

### Sezione 2
|  | Primo turno | Primo turno         | Primo turno         | Primo turno | Primo turno |  |  | Ultimo turno | Ultimo turno        | Ultimo turno | Ultimo turno | Ultimo turno |  |
|  |             |                     |                     |             |             |  |  |              |                     |              |              |              |  |
|  | 2           | Rainer Schüttler    | Rainer Schüttler    | 6           | 6           |  |  |              |                     |              |              |              |  |
|  |             | David Sherwood      | David Sherwood      | 0           | 4           |  |  | 2            | Rainer Schüttler    | 6            | 4            | 1            |  |
|  |             | Stefano Pescosolido | Stefano Pescosolido | 6           | 6           |  |  |              | Stefano Pescosolido | 3            | 6            | 6            |  |
|  | 8           | Christian Vinck     | Christian Vinck     | 4           | 0           |  |  |              |                     |              |              |              |  |

### Sezione 3
|  | Primo turno | Primo turno       | Primo turno       | Primo turno | Primo turno |  |  | Ultimo turno | Ultimo turno    | Ultimo turno | Ultimo turno | Ultimo turno |  |
|  |             |                   |                   |             |             |  |  |              |                 |              |              |              |  |
|  | 3           | Ján Krošlák       | Ján Krošlák       | 7           | 6           |  |  |              |                 |              |              |              |  |
|  |             | Martin Lee        | Martin Lee        | 5           | 3           |  |  | 3            | Ján Krošlák     | 6            | 6            | 6            |  |
|  |             | Chris Wilkinson   | Chris Wilkinson   | 6           | 6           |  |  |              | Chris Wilkinson | 7            | 1            | 2            |  |
|  | 5           | Laurence Tieleman | Laurence Tieleman | 1           | 4           |  |  |              |                 |              |              |              |  |

### Sezione 4
|  | Primo turno | Primo turno   | Primo turno   | Primo turno | Primo turno |  |  | Ultimo turno  | Ultimo turno  | Ultimo turno | Ultimo turno | Ultimo turno |  |
|  |             |               |               |             |             |  |  |               |               |              |              |              |  |
|  |             | Wayne Arthurs | 6             | 3           | 6           |  |  |               |               |              |              |              |  |
|  | 4           | Wayne Black   | 3             | 6           | 3           |  |  | Wayne Arthurs | Wayne Arthurs | 4            | 6            | 5            |  |
|  |             | Petr Luxa     | Petr Luxa     | 6           | 7           |  |  | Petr Luxa     | Petr Luxa     | 6            | 3            | 7            |  |
|  | 6           | Peter Wessels | Peter Wessels | 3           | 6           |  |  |               |               |              |              |              |  |